# Frederik Declercq
Frederik Declercq (16 juni 1983) is een Belgische voetbalspeler die vanaf de zomer van 2020 uitkomt voor SV Wevelgem City. Hij is een linksvoetige, centrale verdediger. Hij speelde eerder voor SWI Harelbeke, WS Lauwe, KSV Oudenaarde (2 periodes), KV Kortrijk, KMSK Deinze (2 periodes), KSV Roeselare, OMS Ingelmunster, KFC Mandel United, Racing Club Harelbeke en Torhout 1992 KM.
Frederik Declercq vertrok in juli 2007 naar KV Kortrijk en maakte er zijn debuut op 8 juli 2007 tijdens de oefenwedstrijd tegen KSV Roeselare. Zijn eerste officiële wedstrijd voor Kortrijk was op 15 augustus 2007, de kampioenschapswedstrijd tegen Union SG. Na het seizoen vertrok hij naar tweedeklasser SK Deinze.